# Небезпечний Бангкок (фільм, 2008)
«Небезпечний Бангкок» (англ. Bangkok Dangerous) — кінофільм, кримінальний бойовик. Ремейк однойменного дебюту братів Пенг 1999 року. Слоган фільму «There's only one way out». Прем'єра в Таїланді відбулась 22 серпня 2008 року (світова 4 вересня 2008). Рейтинг MPAA: дітям до 17 років обов'язково присутність батьків.

## Сюжет
Кіллер Джо їде в Бангкок, щоби вбити чотирьох людей. Він наймає кишенькового злодія Конга як помічника і зустрічає глухоніму дівчину, яка працює в аптеці.
Джо порушує своє власне правило «не цікавитись людьми, що не мають відношення до роботи» і бере Конга в учні. У Конга починається роман із танцівницею з нічного клубу, через яку мафія обмінюється із Джо інформацією. Конг постійно питає про жертви Джо і чи були вони поганими людьми. Це пробуджує совість у Джо, але він все рівно виконує перші три замовлення, стверджуючи, що вони «погані для когось». В третьому вбивстві Конг допомагає Джо, і вбивство проходить не за планом, Джо доводиться ганятися за клієнтом.
Четверта ціль — політичний діяч, важка мішень, тому Джо просить більше грошей. Джо бачить, як багато людей вітають його жертву, і не натискає на курок. Поліція, яка з'явилася. не дає Джо виконати замовлення. Гангстери бояться, що Джо видасть їх і захоплює Конга та танцівницю, щоби через них вийти на Джо. Тепер Джо сам стає мішенню, причому і для мафії і для поліції. Він стає перед вибором: врятувати Конга або залишити країну. Джо вирішує врятувати Конга. Він бере участь в численних перестрілках і в кінцевому результаті зустрічається із лідером банди. В цей час з'являється поліція і Джо вбиває себе і бандита однією кулею.

## Історія створення
Брати Пенг вирішили зняти ремейк на свій же однойменний фільм 1999 року. Але в першому фільмі глухонімим був сам кіллер, що робило фільм безстрашним і безкомпромісним бойовиком. Вони вирішили зберегти динамічність, але змінити самих героїв.
В інтерв'ю газеті «Інтернешнл геральд трібюн» вони заявили:
|  | В оригінальному варіанті глухонімим був кілер, але ми подумали, що з точки зору маркетингу примушувати такого актора, як Ніколас Кейдж, весь фільм ходити із закритим ротом було би вкрай нерозумно. |

Але на сайті Rotten Tomatoes фільм отримав тільки 8 % рейтингу із 38 голосів. Основними недоліками ремейка є: темна кінематографія, блукаючий темп, нудна сюжетна лінія та досить дерев'яні дії.

## У ролях
- Ніколас Кейдж — Джо
- Шакріт Ямнарм — Конг
- Чарлі Єнг — Фон
- Пенворд Хаммані — Еом
- Дом Хетракул — Аран
- Джеймс Віт — Чикаго